# Exoprosopa lucidifrons
Exoprosopa lucidifrons är en tvåvingeart som beskrevs av Becker och Stein 1913. Exoprosopa lucidifrons ingår i släktet Exoprosopa och familjen svävflugor.
Artens utbredningsområde är Iran. Inga underarter finns listade i Catalogue of Life.